# 弗雷奈莱韦克
弗雷奈莱韦克（法語：Fresnay-l'Évêque，法語發音：[fʁɛnɛ levɛk]）是法国厄尔-卢瓦省的一个市镇，位于该省东南部，属于沙特尔区。

## 地理
弗雷奈莱韦克（48°15'55"N, 1°49'20"E）面积29.04 平方千米，位于法国中央-卢瓦尔河谷大区厄尔-卢瓦省，该省份为法国北部内陆省份，北起顺时针与厄尔省、伊夫林省、埃松省、卢瓦雷省、卢瓦-谢尔省、萨尔特省和奧恩省接壤。
与弗雷奈莱韦克接壤的市镇（或旧市镇、城区）包括：特朗克兰维尔、伊蒙维尔。

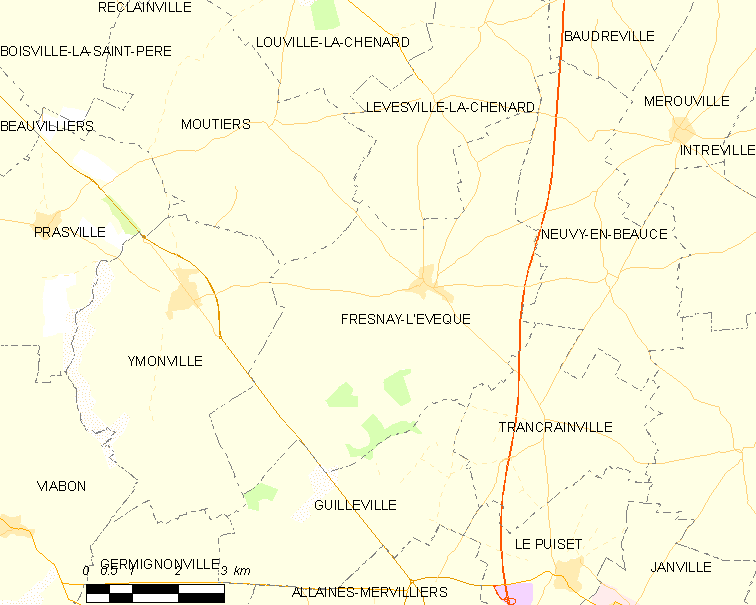
弗雷奈莱韦克的OSM定位图

弗雷奈莱韦克的时区为UTC+01:00、UTC+02:00（夏令时）。

## 行政
弗雷奈莱韦克的邮政编码为28310，INSEE市镇编码为28164。

## 政治
弗雷奈莱韦克所属的省级选区为莱维拉日沃韦安县。

## 人口

1962-2008年间弗雷奈莱韦克人口变化图示

弗雷奈莱韦克于2022年1月1日时的人口数量为741人。